# Amyna acuta
Amyna acuta is een vlinder uit de familie spinneruilen (Erebidae). De wetenschappelijke naam is voor het eerst geldig gepubliceerd in 1960 door Berio.
De soort komt voor in tropisch Afrika.